# Clubiona chevalieri
Clubiona chevalieri este o specie de păianjeni din genul Clubiona, familia Clubionidae, descrisă de Berland, 1936. Conform Catalogue of Life specia Clubiona chevalieri nu are subspecii cunoscute.